# لولا نوفاكوفيتش
لولا نوفاكوفيتش (بالصربية: Лола Новаковић)‏ هي مغنية وممثلة صربية (وحملت سابقاً جنسيات مملكة يوغوسلافيا وصربيا والجبل الأسود وجمهورية يوغوسلافيا الاشتراكية الاتحادية)، ولدت في 25 أبريل 1935 في بلغراد في صربيا، وتوفيت بنفس المكان في 3 أبريل 2016.

## وصلات خارجية
- لولا نوفاكوفيتش على موقع IMDb (الإنجليزية)
- لولا نوفاكوفيتش على موقع ميوزك برينز (الإنجليزية)
- لولا نوفاكوفيتش على موقع أول ميوزيك (الإنجليزية)
- لولا نوفاكوفيتش على موقع ديسكوغز (الإنجليزية)
- لولا نوفاكوفيتش على موقع قاعدة بيانات الفيلم (الإنجليزية)